# Haggibbor Cluj
Asociația Sportivă Haggibbor Cluj , AS Haggibbor Cluj sau pe scurt Haggibbor Cluj, a fost un club polisportiv din Cluj, România. Clubul apare în presa vremii și cu denumirile în ebraică (אגודת הספורט חגיבור קלוז') și maghiară (Sport Egyesület Haggibbor Kolozsvár). În ebraică, haggibbor înseamnă puternic, curajos, eroic.

## Istorie

### Înființarea Clubului Haggibor
Mai multe asociații sportive evreiești au fost înființate în orașe transilvănene, exprimând oarecum unul dintre principalele obiective ale mișcării sioniste, și anume dezvoltarea unei noi și viguroase generații de evrei. Astfel de cluburi sportive au ființat la în Satu Mare (Bar-Kohba, înființată în 1920), Sighetu Marmației (Samson), Arad (Hakoah), Timișoara (Ka-dima), Oradea (Maccabea) și Brașov (Ivria). Înființarea lor a fost inspirată de ideea promovată de Max Nordau și de imaginea lui despre Muskeljudentum. Ele ofereau un teren propice pentru crearea coeziunii de grup. Sportul și organizarea pe baze etnice a evreimii, pe de o parte, și propagarea imaginii evreului mândru și viguros, pe de altă parte, reprezentau adaptarea unui ideal sionist apărut mai devreme, în secolul al XIX-lea, la condițiile din Transilvania. Idealul avea antecedente și la nivel internațional. Cluburile sportive evreiești au început să se înmulțească după cel de-al șaselea congres sionist de la Basel (1903). Înainte de Primul Război Mondial existau în toată lumea mai mult de o sută de asemenea cluburi. Nașterea Haggibbor și a altor cluburi sportive evreiești din Transilvania făcea parte din același proces ce se derula la nivel global.
Clubul Haggibor a fost înființat la Cluj, la 22 martie 1920, de scriitorul Giszkalai János, medicul dr. Knöpfler Bernát și liderul sionist Chaim Weissburg. Ministerul de Interne a aprobat statutul asociației în același an, astfel încât Haggibbor a devenit o asociație sportivă înregistrată oficial. Primul președinte al clubului a fost dr. Fischer József. În anul 1930, președinte al clubului a devenit dr. Erös Vilmos.
Chiar în primii ani de la înființare a apărut ideea de a construi o bază sportivă care să găzduiască toate sporturile practicate de sportivii clubului. Primul rezultat concret al ideii s-a materializat în 1922, când clubul Haggibbor a cumpărat un teren adecvat pentru construirea bazei sportive în strada Andrei Mureșanu.

### Fotbal

Haggibbor și Universitatea Cluj în 1922. Imagine: Erdélyi Audiovizuális Archívum, rekollekt.ro.

Prima înființată a fost secția de fotbal. Echipa a evoluat în Campionatul Regional de Fotbal al României seria Cluj. În sezonul 1920-21 la prima participare, a ocupat locul 7. În sezonul 1921-22 a terminat pe locul 3. În sezonul 1922-23 a devenit vicecampioană regională. Deși a terminat la egalitate de puncte, 18, cu Victoria Cluj, departajarea s-a făcut după golaveraj Victoria 16-5 Haggibbor 16-6. Doar un gol a trimis Victoria la turneul final național, unde a pierdut finala cu Chinezul Timișoara. În următorul sezon s-a resimțit dezamăgirea din finalul sezonului precedent apoi în partea a doua echipa a avut un parcurs mai bun dar insuficient, clubul terminând pe locul 4. După reformarea lotului, în sezonul 1924-25 a ocupat locul 5. În sezonul 1925-26 a avut din nou un parcurs bun când luat bronzul. În sezonul 1926-27 a terminat pe locul 4. Finalul 1927-28 a găsit Haggibbor pe locul 6, cea mai slabă clasare de la sezonul inaugural doar deasupra echipei CFR Cluj și Academia Comercială care s-a desființat. Sezonul următor se repetă, Haggibbor locul 6, deasupra CFR Cluj dar ultima în clasament a fost Industria Sârmei Câmpia Turzii. Sezonul 1929-30 o găsește pe Haggibbor pe locul 4, iar 1930-1931 pe 5. Ultimul sezon (1931-32) în sistem de campionate districtuale și turneu final stil cupă, înainte de implementarea sistemului divizionar, a găsit-o pe Haggibor pe locul 5. U Cluj și Victoria Cluj au promovat in nou-înființata Divizia A iar restul echipelor au fost invitate să participe în campionatul regional. După un an s-a înființat Divizia B, unde au promovat CA Cluj și CFR Cluj, iar după încă un an Divizia C. După reluarea campionatelor naționale, Haggibbor devine vicecampioana diviziei C în sezonul 1946–47, CFR Cluj promovează în Divizia B.

### Sporturi olimpice
În anii 1930, datorită eforturilor dedicate ale lui Vilmos Erős, au fost înființate echipe de înot, polo pe apă, tenis, tenis de masă, bowling, gimnastică, scrimă, schi, șah, atletism și box. 

#### Tenis de masă

Farkas Paneth și adversarul său polonez, Alojzy Ehrlich, la Campionatul Mondial din 1936 de la Praga.

Tenisul de masă a fost sportul în care Haggibbor a avut cele mai uimitoare realizări. Între 1934 și 1937, jucătorii clubului au câștigat patru titluri de campionat național și au fost foarte apreciați. Jucătorii evrei de tenis de masă din Cluj, Farkas Paneth, Vasile Marin Goldberger și Erwin Diamantstein au fost selecționați pentru a reprezenta România la Campionatul Mondial de la Praga.
Jocul lui Farkas Paneth și adversarul său polonez, Alojzy Ehrlich, la Campionatul Mondial din 1936 de la Praga, a durat 4 ore și 30 de minute, deoarece ambii jucători au ales o strategie pasivă și defensivă. În acest joc, primul schimb a durat 2 ore și 12 minute și a fost inclus în Cartea Recordurilor pentru lungimea sa. Arbitrul a trebuit să fie înlocuit după 85 de minute, pentru că i s-a înțepenit gâtul. Imagine: index.hu.
Coechipierul lui Paneth, Vasile Marin Goldberger, a avut un meci cu francezul Michel Hagenauer, care a durat 7 ore și 30 de minute și s-a încheiat totuși la egalitate, așa că câștigătorul a fost ales prin tragere la sorți. După acest Campionat Mondial, a fost introdusă o limită de timp de 105 minute pentru jocurile de tenis de masă. Echipa feminină de tenis de masă din Haggibbor a avut și realizări mari. Kató Havas, Éva Weisz și Alice Goldstein au câștigat campionatul național în 1940.

#### Tenis
Jucătorii Haggibbor au excelat și la tenis. În anii 1930, Anci Devecseri, Klári Schwartz, Lili Erdős, Marianne Heves, Endre Simon, Géza Erős și György Radó erau printre cei mai buni jucători din țară.

#### Polo
Clubul Sportiv Haggibbor a făcut poloul pe apă mai popular, un sport care la acea vreme nu era încă foarte cunoscut. Centrul sportiv Haggibbor se afla în partea de vest a orașului, în actualul cartier Grigorescu, și includea o piscină accesibilă publicului.

#### Scrimă
Secția de scrimă a participat la competiții naționale și internaționale, în 1935, la Tel-Aviv, echipa ocupând locul trei în cadrul unei competiții organizate aici, iar la individual, Erös László a obținut medalia de bronz.

### Cicloturism
Clubul a organizat, de asemenea, tururi de drumeții regulate în pădurile din jurul Clujului, care au atras sute de participanți. Un moment remarcabil al echipei de turism a fost turul cu bicicleta a lui Árpád Zádor și Zoltán Berger, care au mers până în munții Tatra și au urcat pe Vârful Lomnica (2634 m), care a fost un succes internațional, având în vedere echipamentul disponibil la acea vreme. 

## Participări internaționale

Echipa României la Jocurile Maccabbiah din 1935, Tel Aviv. În această competiție, membrii Clubului Sportiv Haggibbor au câștigat medalii la scrimă. Imaginea a fost reprodusă într-un articol despre Haggibbor, publicat în revista Baabel.

Delegații Haggibbor și ai celorlalte organizații sportive ale evreilor din Transilvania s-au întrunit la Cluj în data de 4 decembrie 1921 și au hotărât să înființeze departamentul transilvănean al Federației Mondiale a Sportului Evreiesc Maccabi. Departamentul făcea parte din Federația Română Maccabi cu sediul la Cluj. În 1922, Haggibbor s-a alăturat Uniunii Mondiale Maccabi, o societate internațională a sportivilor evrei, care a organizat evenimentele numite Jocurile Maccabiah (uneori denumite „Olimpiade evreiești”).

## Antisemitismul în sport și disoluția clubului
Pentru mulți dintre noi, sportul este o sursă de provocare, succes și bucurie, o formă de dezvoltare și creștere personală și, nu în ultimul rând, un domeniu în care putem găsi multe exemple inspiratoare de fair-play. Prin urmare, ne place să credem că în sport suntem cu toții egali, ne respectăm unii pe alții și nu există spațiu pentru ură sau discriminare. Din păcate, realitatea nu este întotdeauna așa. În ciuda realizărilor deosebite ale sportivilor și a contribuției clubului la dezvoltarea infrastructurii sportive din Cluj, Haggibbor a fost victima multor atacuri antisemite.

Haggibbor și Kolozsvári Atlétikai Club (Clubul Atletic Cluj) din 1921.

Un exemplu de antisemitism la un eveniment sportiv din 1921: această fotografie a fost făcută la un meci dintre Haggibbor și Kolozsvári Atlétikai Club (Clubul Atletic Cluj). Jucătorii Haggibbor au părăsit terenul la pauză, pentru că fanii KAC le-au strigat lozinci antisemite. Istoria sportivă confirmă că Haggibbor a câștigat campionatul local în 1921, dar, cu toate acestea, au fost deposedați de titlu. Imagine: Arhiva lui Elek Szathmáry, un portar din Cluj.
Este tragic că discriminarea și antisemitismul au fost permise în sport și adesea chiar susținute de lege în anii 1930 și 1940. Potrivit unei legi din 1940, un club sportiv din România putea funcționa doar dacă majoritatea membrilor erau formați din bărbați creștini români. Prin urmare, Haggibbor și-a pierdut statutul oficial de club, precum și mai multe drepturi pe care le aveau înainte. Situația s-a înrăutățit odată cu unirea din nou a Transilvaniei de Nord cu Ungaria, unde legile antisemite erau și mai dure și, după 1941, nu permiteau evreilor să practice sport în mod public. Apoi, Haggibbor Club a fost închis. În timpul celui de-al Doilea Război Mondial, în România, evreii nu puteau participa la competiții sportive, iar uneori le era interzis să intre în centrele sportive.
După al Doilea Război Mondial, memoria clubului sportiv Haggibbor a fost păstrată vie de foștii membri și descendenții acestora. Cei dintre ei care au emigrat în Israel și SUA au fondat acolo cluburi sportive cu același nume.

## Sigla

Timbre emise în Israel pentru aniversarea a 80 de ani de la înființarea Clubului Sportiv Haggibbor.

Sigla clubului constă în steaua lui David albastră (ce semnifică valorile de demnitate și loialitate față de Dumnezeu) pe fundal alb (semnul purității și al fair-play-ului) cu Leul lui Iuda în mijloc (simbol al puterii și curajului în fața adversității).

## Palmares

### Fotbal
Campionatul Regional de Fotbal al României
 Vicecampioană (1): 1922-23
 Liga III
 Vicecampioană (1): 1946–47

### Tenis de masă
Campionatul Național al României
 Campioni (4): 1934, 1935, 1936, 1937

### Scrimă
Jocurile Maccabbiah
 Locul 3 (1): 1935

### Cicloturism
Munții Tatra, Vârful Lomnica (2634 m)

## Antrenori
- Frontz Antal (1920-1921)